# Tara Road
 (novembre 2020).
Pour plus de détails, voir Fiche technique et Distribution.
Tara Road est un film irlandais réalisé par Gillies MacKinnon, sorti en 2005 et tiré du roman éponyme de Maeve Binchy.
Projeté le 11 mai 2005 au marché du film de Cannes, il reste inédit dans les salles françaises mais est disponible en DVD, avec un sous-titrage en français, depuis le 3 novembre 2010.

## Synopsis
À la faveur d'un appel téléphonique accidentel, deux femmes, chacune victime d'un récent évènement traumatisant, font connaissance et décident de s’échanger leur résidence pour une période de deux mois durant l'été. L'une est Ria Lynch (Olivia Williams), irlandaise. Elle vit Tara Street à Dublin et son mari l'a quittée pour aller vivre avec sa maîtresse, enceinte de lui. L'autre est Marilyn Vine (Andie MacDowell). Elle habite outre-Atlantique, en Nouvelle-Angleterre et ne se console pas de la mort de son fils, tué accidentellement, le jour anniversaire de ses 15 ans, avec la moto offerte à cette occasion par son père.
Pour ces deux femmes, ce nouvel environnement a des conséquences bénéfiques et leur permet de surmonter leur chagrin et leur douleur.

## Fiche technique
- Titre : Tara Road
- Réalisation : Gillies MacKinnon
- Scénario : Cynthia Cidre • Shane Connaughton • Maeve Binchy (roman)
- Direction artistique : Irene O'Brien
- Décors : Derek Wallace
- Costumes : Lorna Marie Mugan
- Photographie : John de Borman
- Montage : Pia Di Ciaula
- Musique : John E. Keane
- Producteur : Miron Blumental
- Sociétés de production : Noel Pearson Productions • Pageturner Productions • Sarah Radclyffe Productions Limited • Ferndale Films • Surefire Film Productions
- Distribution : Swift Production (DVD pour la France)
- Pays :  Irlande
- Langue : anglais
- Genre : Drame
- Format : Couleur • 1,85:1
- Dates de sortie :
  -  Irlande : 7 octobre 2005
  -  France : 3 novembre 2010 (DVD)
- Durée: 97 min

## Distribution
- Olivia Williams : Ria
- Andie MacDowell : Marilyn
- Johnny Brennan : Brian
- Iain Glen : Danny
- Stephen Rea : Colm
- Maria Doyle Kennedy : Rosemary
- Sarah Bolger : Annie
- Jean-Marc Barr : Andy
- Brenda Fricker : Mona
- August Zirner (en) : Greg
- Bronagh Gallagher : Polly
- Heike Makatsch : Bernadette
- Mac McDonald : Jerry
- Ruby Wax : Carlotta